# Кес Мейндерс
Корнеліс Ламбертус "Кес" Мейндерс (нід. Cornelis Lambertus "Kees" Mijnders, 28 вересня 1912, Ейндговен — 1 квітня 2002, Дордрехт) — нідерландський футболіст, що грав на позиції нападника за клуб ДФК, а також національну збірну Нідерландів. Володар Кубка Нідерландів

## Клубна кар'єра
У футболі дебютував 1933 року виступами за команду ДФК, кольори якої і захищав протягом усієї своєї кар'єри гравця, що тривала шість років. За цей час став володарем Кубка Нідерландів.

## Виступи за збірну
1934 року дебютував в офіційних матчах у складі національної збірної Нідерландів. Протягом кар'єри у національній команді, яка тривала 5 років, провів у її формі 7 матчів.
Був присутній в заявці збірної на чемпіонаті світу 1934 року в Італії, але на поле не виходив.
Помер 1 квітня 2002 року на 90-му році життя у місті Дордрехт.

## Титули і досягнення
- Володар Кубка Нідерландів (1):

ДФК: 1931-1932